# オールギヤ・プラーベドニコフ
オールギヤ・プラーヴェドニコフ（ロシア語: Оргия праведников, ラテン文字転写: Orgiya Pravednikov; 「聖人の騒ぎ」）は、有名なロックバルドのセルゲイ・カルギンとアート・ロックのバンド「アルテール」が結成した音楽グループである。1999年にロシアのモスクワで結成されてから、四枚のアルバムを制作した。

## 活動歴
1999年初頭からリハーサルと曲作りが行われ、ライブ活動をし始めた。2001年に最初のアルバム『改宗者、去れ!』を発表して、ロシアのオルタナティヴ・ロック界で段々成功を収めた。2005年に第二目のアルバム『戸！戸！』をリリースした。2007年に第三目のアルバム『没している太陽』、2010年に第四目のアルバム『夢を見ている人のために』が発表された。
グループのメンバーは共通の創作活動だけでなく、活発なソロ活動を行う。

## アルバム・ディスコグラフィー
- ニグレド/Нигредо （セルゲイ・カルギンのソロアルバム）1994
- アグラショーンヌィエ・イズィヂーチェ/Оглашённые, изыдите!　（改宗者、去れ!）2001
- ドヴェーリ！ドヴェーリ！/Двери! Двери!　（ 戸！戸！）2005
- ウハヂャーシェエ・ソーンツェ/Уходящее солнце （没している太陽）2007
- ドリャ・テフ・クトー・ヴィーヂト・スヌィ/Для тех, кто видит сны　（夢を見ている人のために）2010